# Melanonus
Melanonus is een geslacht van straalvinnige vissen, en het typegeslacht van de familie Melanonidae. Het geslacht kreeg de wetenschappelijke naam in 1878 van Albert Günther.

## Soorten
- Melanonus gracilis Günther, 1878
- Melanonus okamurai Li, 2011
- Melanonus zugmayeri Norman, 1930